# Nacka (comune)
Nacka è un comune svedese di 110 633 abitanti, situato nella contea di Stoccolma. Il suo capoluogo è la città omonima.

## Geografia antropica

### Località
Nel territorio comunale sono comprese le seguenti aree urbane (tätort):
- Älta
- Boo
- Fisksätra
- Hästhagen
- Kil
- Kummelnäs
- Saltsjöbaden

## Amministrazione

### Gemellaggi
- Keila
- Pyhtää
- Jelgava
- Gliwice
- Santa Rosa del Peñón
- Greenwich (Connecticut)
- Adalar